# Scelolophia rivularia
Scelolophia rivularia là một loài bướm đêm trong họ Geometridae.